# بخش‌های دپارتمان کورس-دو-سود
بخش‌های دپارتمان کورس-دو-سود (انگلیسی: Arrondissements of the Corse-du-Sud department) شامل ۲ بخش به شرح زیر است:
1. بخش اژکسیو با ۸۰ کمون (فرانسه) و جمعیت ۱۰۹ هزار نفر در سال ۲۰۱۳ می‌باشد.
2. بخش سارتن با ۴۴ کمون (فرانسه) و جمعیت ۳۹ هزار نفر در سال ۲۰۱۳ می‌باشد.